# Westbere

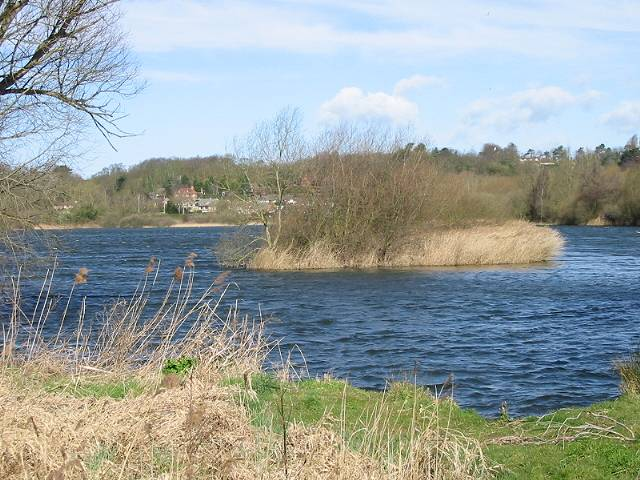
Westbere lake, avec le village de Westbere en arrière-plan

Westbere est un petit village dans le comté du Kent, entre Canterbury et l'île de Thanet. Le village est une zone de préservation qui surplombe Westbere lakes (créé par l'extraction de gravier) qui regorgent d'oiseaux, et utilisés par The King's School (en) pour l'aviron et la voile.